# Le Lay de paix
Le Lay de paix est un lai adressé par Alain Chartier au duc de Bourgogne Philippe le Bon.

## Contexte
Si, au cours de la guerre de Cent Ans, la ruine de la France a pu paraître consommée pour jamais, c’est bien à l’époque du traité de Troyes, dont les termes stipulaient qu’après la mort de Charles VI de France, le roi d’Angleterre Henri V deviendrait roi de France. Mais la mort inattendue, à moins de deux mois d’intervalle, de ces deux rois était venue bouleverser toutes ces compromissions en ne laissant plus pour rival au prétendant français qu’un enfant de cinq mois à peine, livré aux mains du régent abhorré, le duc de Bedford. Ce double coup providentiel semblait annoncer à la France que l’heure était venue de se remettre sur pied.
Cependant, en ce moment où tous les regards de ceux qui ne désespéraient pas encore du salut de la France se tournaient vers le seul survivant des fils de Charles VI, rien dans la personne de ce jeune prince, dans son caractère pas plus que dans ses antécédents, ne paraissait propice à soulever dans les esprits un mouvement énergique et spontané en sa faveur. Le dauphin subissait encore sous le contrecoup de l’horreur qu’avait inspirée l’assassinat de Jean sans Peur sur le pont de Montereau trois ans plus tôt, horreur habilement entretenue contre lui par la politique anglaise, quoique rien ne prouve qu’il en ait réellement été coupable, mais c’était néanmoins, pour un grand nombre au moins, une cause d’hésitation.
Cependant les affaires publiques, quoique rien n’en précipite le mouvement, n’en prenaient pas moins une marche de plus en plus favorable, en général, à la cause de la royauté française. Conformément aux dernières volontés du roi Henri V, le duc de Bedford avait offert la régence au duc de Bourgogne, qui, soit par pudeur, soit par crainte de s’engager trop avant dans l’alliance anglaise, avait refusé. On pouvait donc conserver quelque espoir de le détacher tôt ou tard de cette alliance, et c’était là aussi un perpétuel sujet d’inquiétude pour Bedford, outre ce qu’il avait sans cesse et de plus en plus à craindre du côté de la Bretagne, de la Lorraine, de l’Anjou, du Languedoc et des provinces du Midi en général.
Quand le duc Jean le Sage vint à Saumur, en 1425, faire hommage de son duché à Charles VII, et mettre à sa disposition les forces de la province, le moment avait donc paru favorable aux partisans du roi légitime pour faire auprès du duc de Bourgogne une tentative suprême de réconciliation, appuyée par ses conseillers les plus fidèles, par la plupart de ses feudataires, ainsi que par le comte de Nevers et le comte de Richemont. Le pape Martin V lui avait même écrit en ce sens, et du fond de sa prison de Pomfred, le duc Charles d’Orléans, qui n’attendait plus que de lui son retour en France, lui adressait de touchantes ballades et obtenait des réponses propres à l’encourager.
Philippe le Bon, qui aimait la poésie et savait au besoin en parler la langue, ne pouvait manquer, sans doute, d’être plus particulièrement touché de la manière dont ses secrètes sympathies étaient exprimées et en quelque sorte devinées par un poète dont, depuis longtemps, il avait été plus à même que tout autre d’apprécier le caractère non moins que le talent.

## Argument
Le Lay de Paix adressé par Alain Chartier à Philippe le Bon est un appel pressant à tous les sentiments par lesquels sa naissance, les intérêts de sa fortune et de son honneur, l’horreur des guerres civiles, qui ne profitent qu’aux méchants et aux ennemis de la France et des fleurs de lys, et qui ont déjà amassé tant de ruines, doivent lui faire éprouver le besoin de rompre enfin tous les liens qui jusqu’alors l’ont empêché de rendre à la royauté tous les services qu’elle est en droit d’attendre de lui.
La pièce se termine par une péroraison en vers de dix pieds, qui sont un appel au sentiment religieux par tous les lieux communs relatifs à la nécessité du salut des hommes en général.

## Portée
Le moment ne semblait pas encore venu pour Philippe le Bon de répondre à cet appel par une rupture ouverte avec l’alliance anglaise. La condition essentielle qui manquait à toutes les tentatives faites pour la cause de Charles VII était l’impulsion énergique qui, partie directement de lui, aurait pu tout entraîner. Mais, livré à d’indignes favoris, ce dernier paraissait, au contraire, encore s’abandonner à lui-même et se résigner au titre de « roi de Bourges » que lui donnaient par dérision ses ennemis.
Les partisans déclarés de la royauté française ne se décourageaient pas cependant et continuaient à agir, en faveur de sa cause, contre le régent anglais, dont les alliances, déjà fort ébranlées au-dedans du royaume, étaient habilement attaquées au-dehors. On avait résolu de travailler dans ce sens auprès de l’empereur Sigismond, en essayant de renouer avec lui une tentative d’alliance qui avait échoué une première fois, lors de son passage à Paris, en 1416, où après avoir paru disposé à prendre le rôle d’arbitre conciliateur entre les Armagnacs, les Bourguignons et le roi d’Angleterre, il avait fini par signer un pacte d’alliance avec lui contre la France. Alain Chartier faisait partie de la députation qui lui fut envoyée pour entreprendre de nouvelles négociations avec lui.

## Source
- Didier Delaunay, Étude sur Alain Chartier, Rennes, Ch. Oberthur et fils, 1876, p. 75-79.